# Рив'єр-Нуар (округ)
Рив'єр-Нуар (фр. Rivière Noire, укр. Чорне узбережжя) — округ Маврикію, розташований в західній частині країни. Згідно з переписом 2010 року, чисельність населення становить 76 627 осіб, район займає площу 259,0 км², щільність населення — 295,86 чол./м². В окрузі розташований півострів Ле-Морн-Брабан, ландшафт якого 2008 року внесли до списку Світової спадщини ЮНЕСКО.